# منتخب موريشيوس لكأس فيد
منتخب موريشيوس لكأس فيد (بالإنجليزية: Mauritius Fed Cup team)‏ هو ممثل موريشيوس الرسمي في كرة المضرب في كأس فيد
.